# Nowy Żółków
Nowy Żółków – część miasta Jasło, utworzona z północnych części sąsiedniej wsi Żółków. Leży na południe od centrum miasta, w okolicach ulicy św. Jana z Dukli.

## Historia
Żółków to dawna wieś i gmina jednostkowa w powiecie jasielskim, za II RP w woј. krakowskim. W 1934 w nowo utworzonej zbiorowej gminie Jasło, gdzie utworzyła gromadę.
Podczas II wojny światowej w gminie Jaslo w powiecie Jaslo w dystrykcie krakowskim (Generalne Gubernatorstwo). Liczył wtedy 1144 mieszkańców.
Po wojnie znów w gminie Jasło w powiecie jasielskim, w nowo utworzonym województwie rzeszowskim. Jesienią 1954 zniesiono gminy tworząc gromady. Żółków wszedł w skład nowo utworzonej gromady Niegłowice.
1 stycznia 1970 z gromady Niegłowice wyłączono część terenów wsi Żółków o powierzchni 37,1727 ha włączając je do miasta Jasła. Kolejne tereny wsi Żółków dołączono do Jasła 1 stycznia 1973.